# Tony Hoare

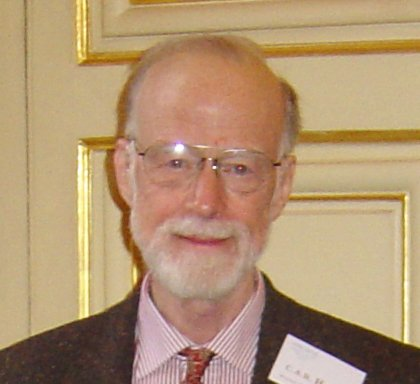
C.A.R. Hoare

Charles Anthony Richard Hoare (Colombo (toenmalig Ceylon), 11 januari 1934) is een Brits informaticus die het sorteeralgoritme quicksort heeft uitgevonden. Hij is "James Martin Professor of Computing" aan de Universiteit van Oxford, met emeritaat. In 2000 werd Hoare geridderd en mag zich sindsdien Sir Tony Hoare noemen.
Hoare is ook bekend van de zogenaamde Hoaretriples. Dit is een notatie {P} S {Q}, waarin P en Q formeel-logische uitdrukkingen zijn, en S staat voor een algoritme of computerprogramma. Deze schrijfwijze betekent: Als aanvankelijk P waar is, en S wordt uitgevoerd, is daarna Q waar. Hierop kan logica toegepast worden, en deze wordt gebruikt om correctheid van computerprogramma's te bewijzen.
In 1980 ontving hij de Turing Award van de Association for Computing Machinery:
For his fundamental contributions to the definition and design of programming languages.— Association for Computing Machinery
In 1985 ontving hij de Faraday Medal.
In 1998 hield hij in Den Haag de NWO-Huygens lezing; 'The science of computing and the engineering of software'.
Hij beschouwt zijn invoering van de null-referentie in ALGOL W in 1965 als zijn grootste fout: "I call it my billion-dollar mistake."